# San Pedro Ocotlán
San Pedro Ocotlán är en ort i Mexiko.   Den ligger i kommunen Tepechitlán och delstaten Zacatecas, i den centrala delen av landet, 500 km nordväst om huvudstaden Mexico City. San Pedro Ocotlán ligger 1 899 meter över havet och antalet invånare är 796.
Terrängen runt San Pedro Ocotlán är kuperad. Runt San Pedro Ocotlán är det ganska glesbefolkat, med 25 invånare per kvadratkilometer. Närmaste större samhälle är Tepechitlán, 14,8 km norr om San Pedro Ocotlán. I omgivningarna runt San Pedro Ocotlán växer huvudsakligen savannskog.